# Palicourea guianensis
Espèce
Synonymes
Selon Tropicos (27 mai 2024)
- Nonatelia cataractarum (Müll. Arg.) Kuntze
- Nonatelia macrophylla Kunth
- Palicourea barbinervia DC.
- Palicourea brachyloba (Müll. Arg.) B.M. Boom
- Palicourea grandifolia (Humb. & Bonpl. ex Roem. & Schult.) Standl.
- Palicourea guianensis fo. glabra Steyerm.
- Palicourea guianensis subsp. barbinervia (DC.) Steyerm.
- Palicourea guianensis subsp. occidentalis Steyerm.
- Palicourea guianensis var. glabrescens Steyerm.
- Palicourea guianensis var. tetramera Bremek.
- Palicourea guianensis var. trimera Bremek.
- Palicourea hypomalaca Standl.
- Palicourea kuhlmannii Standl.
- Palicourea macrophylla (Kunth) Standl.
- Palicourea nayana Standl. ex Steyerm.
- Palicourea speciosa Kunth
- Psychotria brachyloba Müll. Arg.
- Psychotria cataractarum Müll. Arg.
- Psychotria grandifolia Humb. & Bonpl. ex Roem. & Schult.
- Psychotria guianensis (Aubl.) Rusby
- Psychotria guianensis Raeusch.
- Psychotria lutea DC.
- Psychotria palicourea Sw.
- Psychotria speciosa (Kunth) Spreng.
- Simira palicourea (Sw.) Poir.
- Stephanium guianense (Aubl.) Raeusch.
- Stephanium guianense (Aubl.) Schreb.
- Uragoga barbinervia (DC.) Kuntze
- Uragoga bonplandiana Kuntze
- Uragoga palicourea (Sw.) Kuntze

Selon GBIF (27 mai 2024)selon GBIF :
- Nonatelia cataractarum (Müll.Arg.) Kuntze
- Nonatelia guianensis (Aubl.) Spruce
- Palicourea barbinervia DC.
- Palicourea guianensis f. glabra Steyerm.
- Palicourea guianensis subsp. barbinervia (DC.) Steyerm.
- Palicourea guianensis subsp. guianensis Aubl.
- Palicourea guianensis subsp. occidentalis Steyerm.
- Palicourea guianensis var. glabrescens Steyerm.
- Palicourea guianensis var. guianensis Aubl.
- Palicourea guianensis var. occidentalis Steyerm.
- Palicourea guianensis var. tetramera Bremek.
- Palicourea guianensis var. trimera Bremek.
- Palicourea hypomalaca Standl.
- Psychotria cataractarum Müll.Arg.
- Psychotria grandifolia Willd., 1819
- Psychotria guianensis (Aubl.) Raeusch.
- Psychotria guianensis (Aubl.) Rusby
- Psychotria lutea Spreng.
- Psychotria lutea Spreng. ex DC.
- Psychotria palicourea Sw.
- Psychotria palicourea Willd.
- Simira palicourea (Sw.) Poir.
- Stephanium guianense (Aubl.) Schreb.
- Uragoga barbinervia (DC.) Kuntze
- Uragoga palicourea (Sw.) Kuntze

Palicourea guianensis est une espèce d'arbuste d'Amérique du sud, appartenant à la famille des Rubiaceae. Il s'agit de l'espèce type du genre Palicourea.

## Description
Palicourea guianensis subsp. guianensis est un arbuste ou petit arbre atteignant jusqu'à 8 m de haut, pubérulent ou hirtelleux à glabrescent.
On compte 2 feuilles par nœud, mesurant 13-43 × 6-18 cm.
Les pétioles sont longs de 10-45 mm.
Les stipules unies autour de la tige, forment une gaine longue de 1-3 mm, avec des lobes longs de 3-13 mm.
Les inflorescences jaune à orange ou rouge, sont pourtées sur une pédoncule long de 8-15 cm, avec des portions ramifiées pyramidales de 9-19 × 7-15 cm.
Les bractées florales sont longues de 0,5-1,5 mm.
Le limbe du calice est long de 0,3-0,8 mm.
Les corolles sont rouge à orange, jaune ou blanc, avec le tube long de 12-23 mm de long, avec un lobe long de 3-5 mm.
Les fruits mesurent 4-7 × 3,5-5 mm et contiennent 2 pyrènes.

En 1953, Lemée en propose la description suivante de Palicourea guianensis :

« [Palicourea] guianensis Aubl. (Psychotria g. Raeusch.). Arbrisseau ou petit arbre glabre ; feuilies atteignant jusqu'à 0,30 sur 0,14, pétiolées elliptiques acuminées ou aiguës , à , base aiguë, chartacées granuleuses ponctuées-pellucides en dessous, avec 10-15 paires de nervures saillantes sur les 2 faces, stipules de 5 mm. à lobes ovales obtus ; grandes panicules à pédoncule 4-gône, bractées et bractéoles 0 ; fleurs à calice court subentier, corolle de 13 mm., orange, finement verruqueuse en dehors, étamines incluses ou exsertes selon la longueur du style, ovaire à 2-3-4 loges, style long de 14 mm. ou de 17 ; drupe de 4 mm., ovoïde noire côtelée. - Maroni : camp Godebert, Charvein, Nouveau-camp, inflorescence et calice rouges, corolle jaune ; herbier Lemée : Saint-Pierre du Maroni, Înflorescence d'un jaune clair. »

— Albert Lemée, 1953.

## Répartition
Palicourea guianensis est présent du Mexique au Brésil, en passant par l'Amérique centrale, les Antilles, la Colombie, le Venezuela, le Guyana, le Suriname, la Guyane, l'Équateur, le Pérou, et la Bolivie.

## Écologie
Palicourea guianensis subsp. guianensis est présente dans les forêts de plaine, les pentes boisées montagnardes, les savanes, les bordures de forêts humides, à 100-1 300 m d'altitude.
L'anatomie foliaire de Palicourea guianensis a été étudiée.
La niche écologique de Palicourea guianensis a été évaluée.
Les fleurs de Palicourea guianensis sont pollinisées par les colibris mais aussi visitées par des papillons.

## Usages
Les alcaloïdes extraits de Palicourea guianensis présentent des propriétés anti-corrosives.
L'extrait de Palicourea guianensis présente des propriétés antibactériennes, antioxydantes et antifongiques.

## Protologue

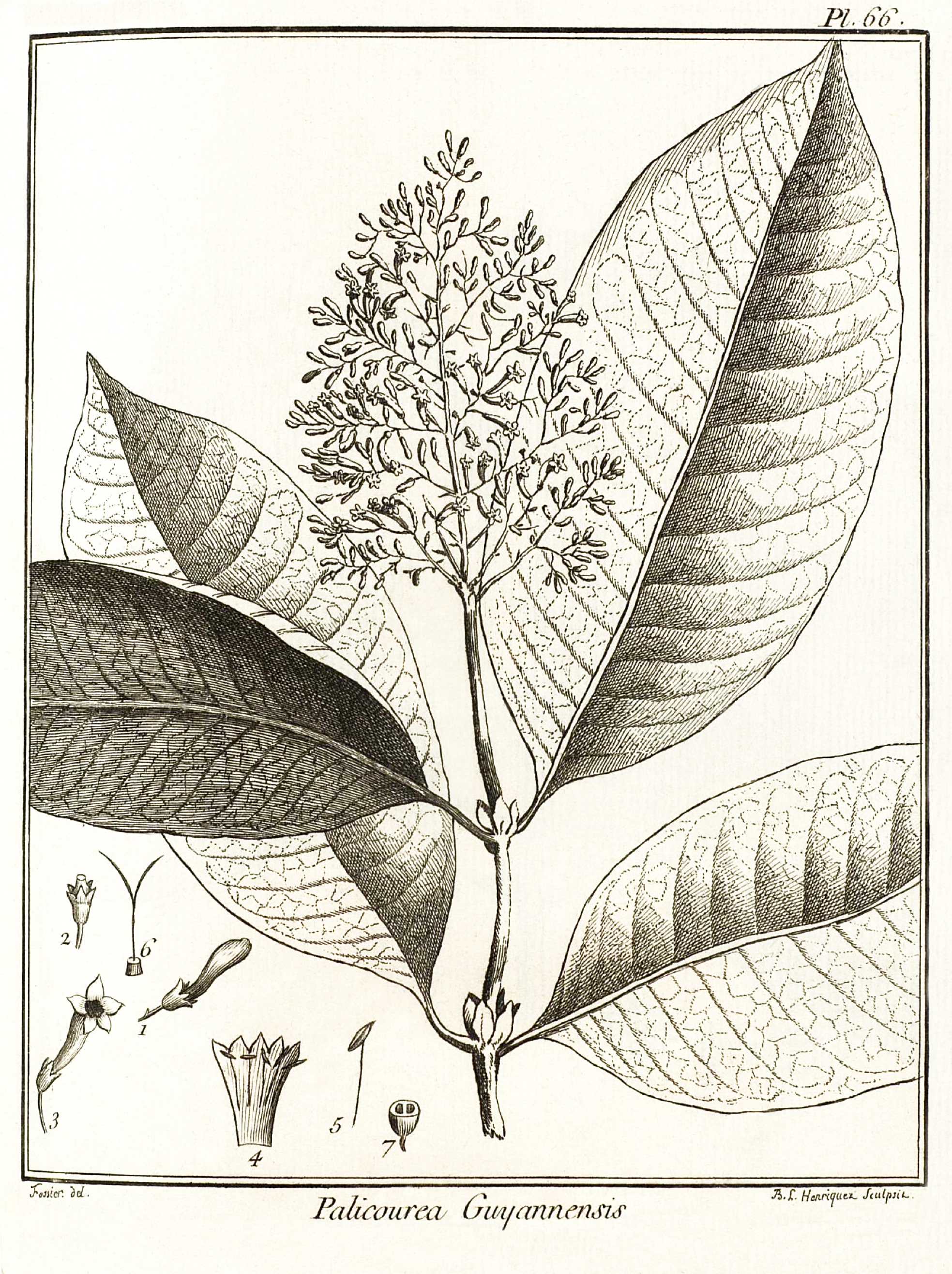
Palicourea guianensis par Aublet (1775)
1. Bouton de fleur. - 2. Calice. Diſque. - 3. Fleur épanouie. - 4. Corolle ouverte. Étamines. - 5. Étamine. - 6. Diſque. Style. Stigmates. - 7. Ovaire coupe en travers.

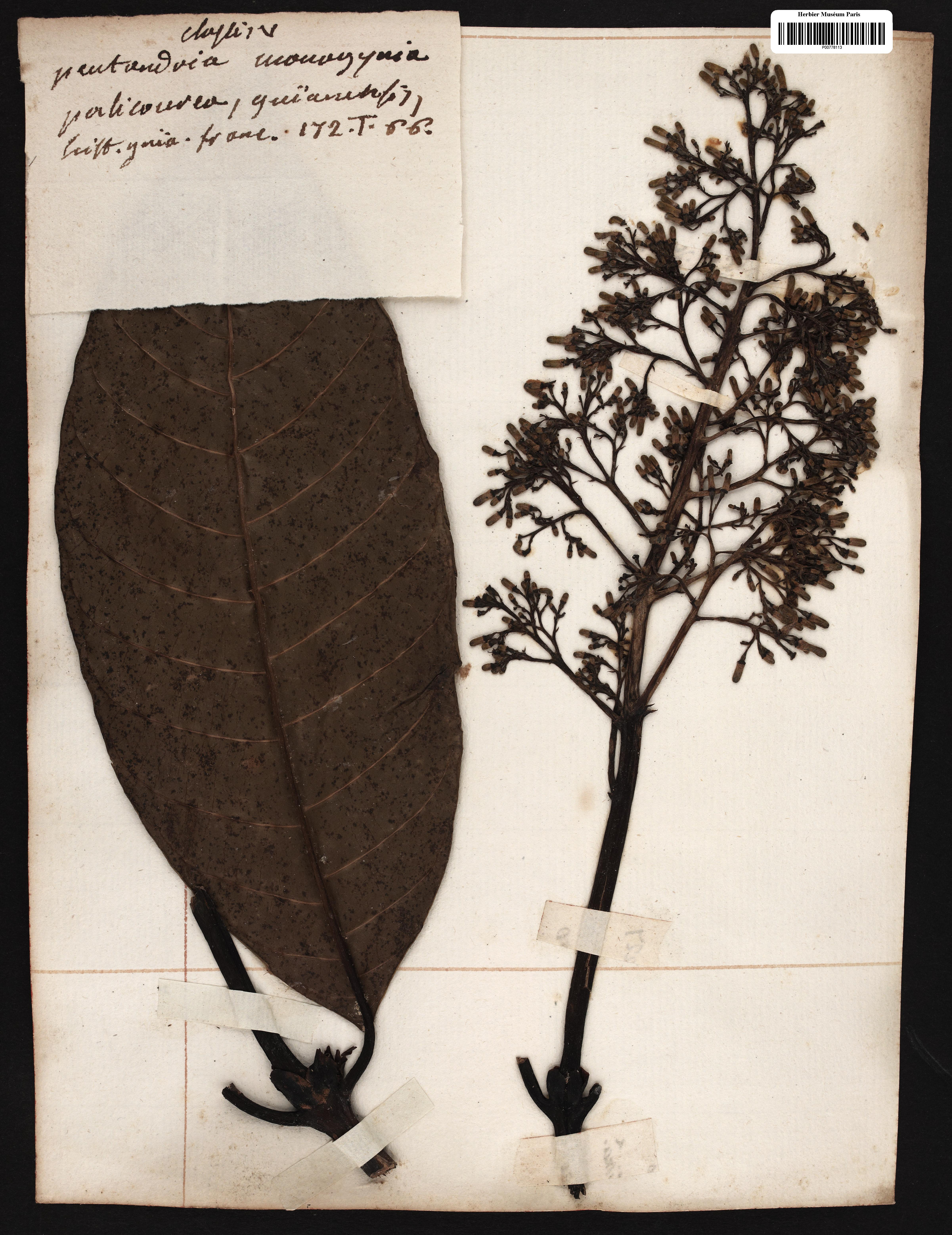
échantillon type de Palicourea guianensis collecté par Aublet en Guyane.

En 1775, le botaniste Aublet a proposé le protologue suivant : 

« PALICOUREA Guianenſis. (Tabula 66.)
Frutex, ſeptem vel octo-pedalis, ramoſusi RAMis rectis, nodoſis. Folia ampla, oppoſita, ovata, acuta, glabra, integerrima, petiolata. Stipulæ binæ, latæ, oblongæ, acutæ, utrinquè ad baſim petiolorum, ſimul infernè unitæ, amplexicaules. Flores numeroſiſſimi, in paniculum amplum terminalem diſpoſiti. Corollæ tubus coccineus, limbus ſulphureus. Pericarpium immaturum tranſversim ſectum biloculare.
Flores expanſi odorem ſuavem exhalant.
Florebat menſe Februario.
Habitat in ſylvis territorii Caux.

LE PALICOUR de la Guiane. (PLANCHE 66.)
Cet arbrisseau a ſept ou huit pieds & hauteur. Son tronc a environ quatre à cinq pouces de diamètre. Son écorce eſt liſſe, verdâtre. Son bois eſt blanc, dur, caſſant. Ses branches ſont oppoſées, & forment conjointement avec les rameaux dont elles ſont chargées, une tête pyramidale.
Les feuilles ſont vertes, fermes, liſſes, entières, ovales, terminées en pointe. Leur longueur eſt d'un pied & plus, & leur largeur eſt de cinq pouces & demi. Elles ſont partagées dans leur milieu par une côte ſaillante, & vont ſe terminer au bord de la feuille. Elles ſont oppoſées & diſpoſées en croix. Leur pédicule eſt court, & chacun fait corps à ſa naiſſance avec deux stipules larges, longues, pointues qui ſe réuniffent l'une à l'autre, & forment une gaîne qui entoure les rameaux.
A l'extrémité de la plupart des rameaux, entre quatre ſtipules, naiſſent de grandes & amples panicules de fleurs d'un rouge écarlate. Leur partie inférieure eſt de couleur orangée à la partie ſupérieure.
Le calice qui entoure l'ovaire fait corps avec lui. Il eſt très petit, & à cinq dents.
La corolle eſt d'une ſeule pièce ; ſon tube eſt long, un peu renflé, courbe, découpé à ſon ſommet en cinq lobes pointus, évaſés & inégaux.
Les étamines ſont au nombre de cinq, attachées vers le milieu de la longueur du tube. Leurs filets s'étendent juſqu'à l'orifice du tube. Les anthères ſont oblongues, partagées par un ſillon.
Le piſtil eſt un ovaire renferme dans le fond du calice, couronne par un diſque charnu fort apparent, du centre duquel s'élève un style grêle, auſſi long que la corolle, & qui dans le milieu de ſa longueur ſe partage en deux longs stigmates larges & applatis.
Cet ovaire, que j'ai examiné, n'étoit pas à ſa parfaite maturité; & coupé en travers, il m'a paru avoir deux loges dont chacune contenoit une ſeule ſemence.
Le grand nombre des panicules fleuries dont cet arbriſſeau étoit chargé, la couleur vive & variée des fleurs & l'odeur ſuave qu'elles répandoient, fixèrent mon attention.
J'ai trouvé cet arbriſſeau en fleur dans les forêts de Caux, au mois de Février. »

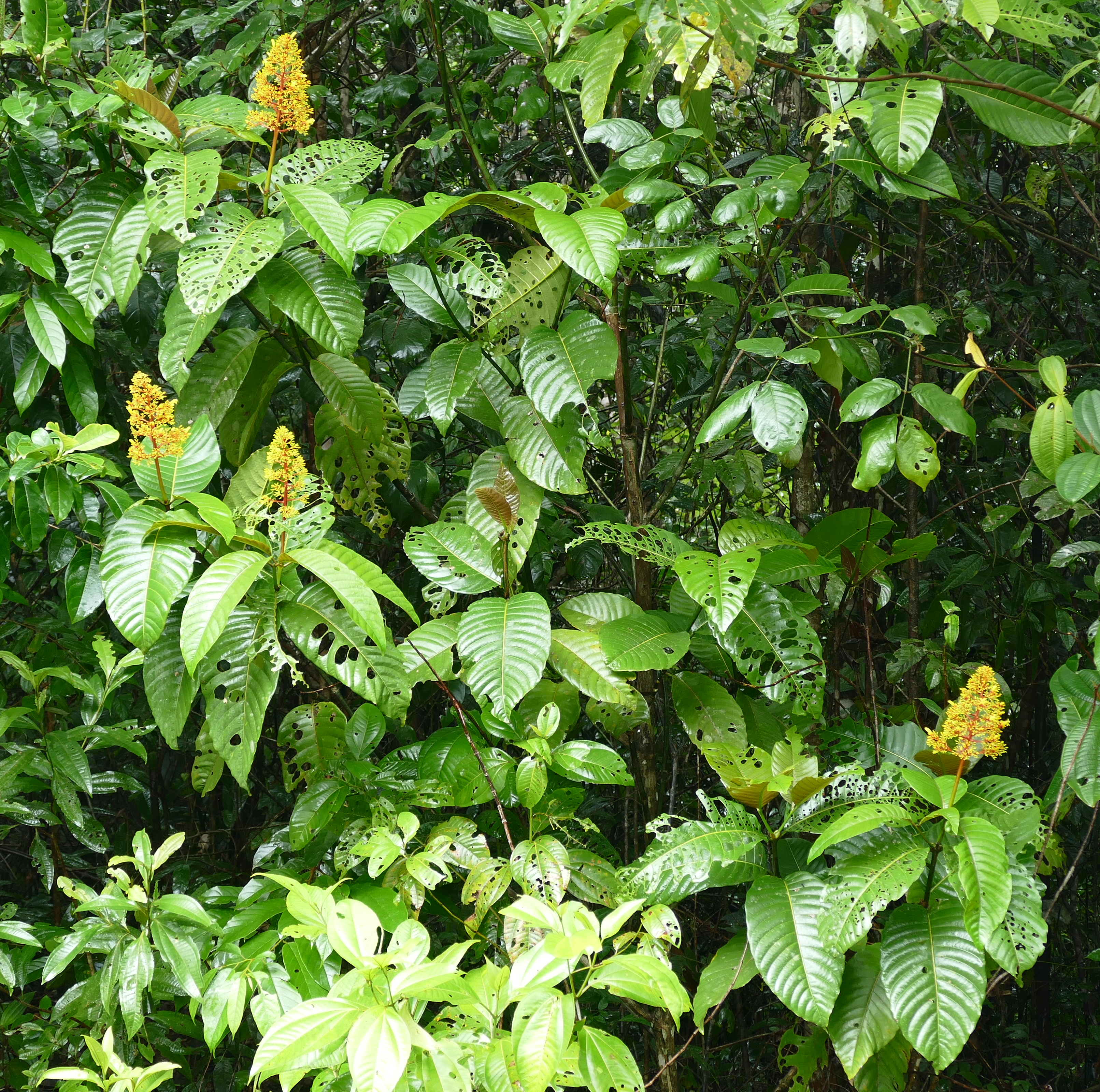
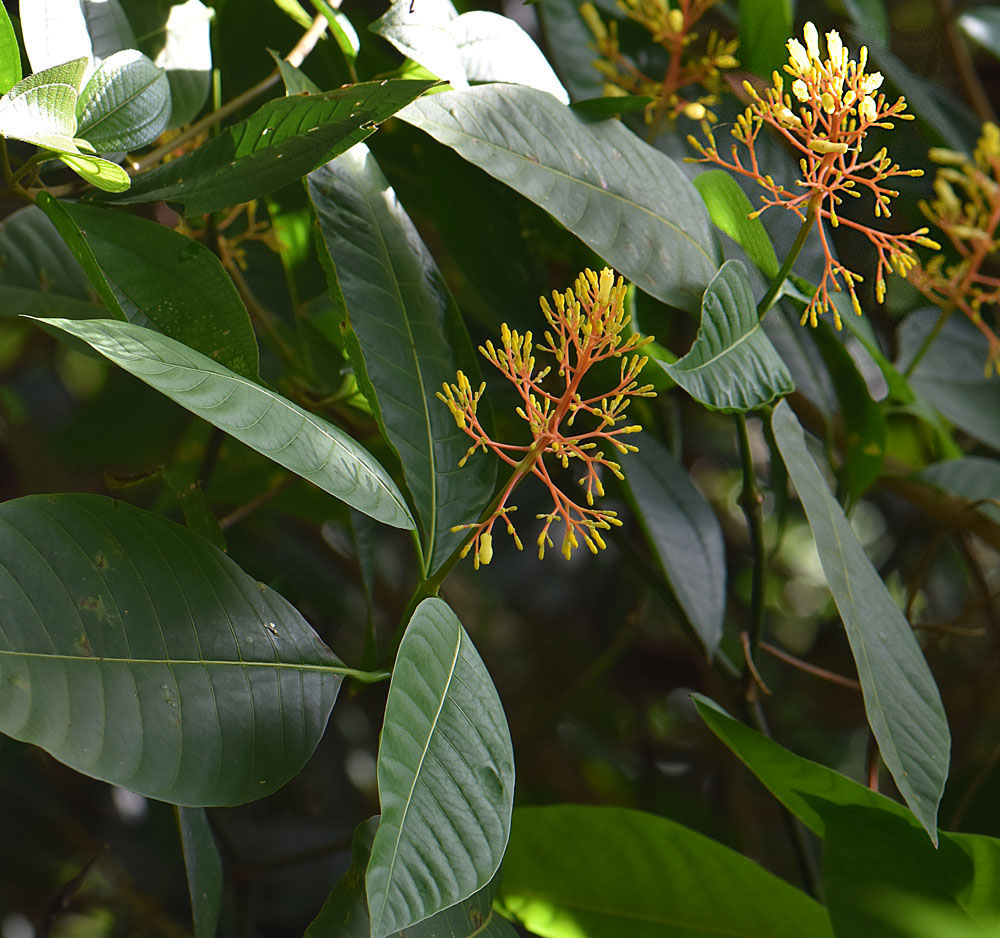

— Fusée-Aublet, 1775.